# Alexander Carlisle
Alexander Montgomery Carlisle (Ballymena, 8 de julho de 1854 – Londres, 6 de março de 1926) foi um engenheiro naval britânico famoso por ter projetado os três navios transatlânticos da Classe Olympic.

## Biografia
Alexander Carlisle nasceu no dia 8 de julho de 1854, na cidade de Ballymena, Condado de Antrim, Irlanda, sendo o filho mais velho de John Carlisle, então reitor da Royal Belfast Academical Institution. Ele estudou na escola de seu pai até 1870, quando começou a trabalhar aos dezesseis anos nos estaleiros navais da Harland and Wolff, em Belfast, como aprendiz. Nesse período ele conheceu William Pirrie, que posteriormente se casaria com sua irmã Margaret.
Carlisle se casou em 1884 com Edith Wooster, uma americana doze anos mais nova que ele. O casal teve um filho e duas filhas e acabou se mudando para uma casa grande em Belfast depois de Carlisle ser promovido nos estaleiros. Em 1889 ele foi nomeado arquiteto naval chefe da Harland and Wolff, projetando e trabalhando em alguns dos maiores e mais famosos navios da White Star Line, dentre eles o RMS Teutonic, o SS Cymric, o RMS Adriatic e as três embarcações da Classe Olympic.
Junto com Thomas Andrews, ele projetou os navios da Classe Olympic e supervisionou o início da construção dos dois primeiros: o RMS Olympic e o RMS Titanic. Entretanto, Carlisle repentinamente decidiu se aposentar em 1910 aos 55 anos; ele nunca havia faltado um dia no trabalho e até hoje não se sabe exatamente quais foram seus motivos, com alguns historiadores especulando que a situação política da Irlanda tenha lhe influenciado de alguma forma.
O Titanic acabou naufragando durante sua viagem inaugural em abril de 1912, algo que muito abalou Carlisle. Ele foi convocado para testemunhar perante a comissão britânica de inquérito e perguntado qual havia sido seu papel no projeto do navio. O engenheiro explicou que seu papel foi transformar o conceito da Classe Olympic em realidade, afirmando que as embarcações foram "praticamente desenhadas por inteiro por Lorde Pirrie (então presidente da Harland and Wolff). Os detalhes, decorações, equipamentos e arranjos gerais vieram comigo". Carlisle também culpou a White Star Line pela falta de botes salva-vidas suficientes a bordo dos navios, dizendo que havia projetado um sistema de turcos capazes de acomodar até 32 botes, porém que os donos da embarcação preferiram manter o número em dezesseis.
Carlisle havia sido nomeado para o Conselho Privado Irlandês em 1907 pelo rei Eduardo VII, indo fazer parte da Câmara dos Lordes junto com Pirrie. Acabou sendo expulso em 1920 durante um debate acalorado sobre o governo próprio da Irlanda.
Carlisle também era um grande interessado e entusiasta da cultura germânica, tendo realizado várias travessias transatlânticas a bordo de navios alemães, raramente utilizando embarcações britânicas ou mesmo aquelas que ele próprio havia projetado (por exemplo, ele nunca viajou a bordo do Olympic). Suas opiniões pró-germânicas muitas vezes valeram-lhe entrar em conflito com seu cunhado Pirrie e outros membros da sociedade. Carlisle conheceu o imperador Guilherme II da Alemanha e manteve uma relação com ele, casou uma de suas filhas com um nobre germânico e várias vezes afirmou que a engenharia naval alemã era tão boa quanta a britânica.
Sua saúde estava piorando cada vez mais na década de 1920, sofrendo de problemas pulmonares e cardíacos. Ficou de cama no final de 1925 em sua casa em Londres, melhorando um pouco nos meses seguintes. Morreu no dia 6 de março de 1926, aos 71 anos, sendo enterrado dois dias depois no Cemitério Golders Green.